# Autovía A-48
Die Autovia A-48 oder Autovía Costa de la Luz ist eine Autobahn im Süden Spaniens. Die Autobahn beginnt in San Fernando südöstlich von Cádiz, führt im Hinterland der Atlantikküste nach Südosten und endet derzeit bei Vejer de la Frontera. Eine Verlängerung über Tarifa nach Algeciras mit Anschluss an die Autobahnen A-381 und A-7 ist in Planung.

## Streckenverlauf

### Abschnitte
| Position | Kurzbezeichnung des Abschnitts | Abschnitt                                              | km    | Eröffnung  |
| -------- | ------------------------------ | ------------------------------------------------------ | ----- | ---------- |
| 1        | A-48                           | Tres Caminos - Chiclana de la Frontera Norte           | 003,2 | 1991       |
| 2        | A-48                           | Variante Chiclana de la Frontera                       | 007,2 | 2002       |
| 3        | A-48                           | Chiclana de la Frontera süd - Conil de la Frontera süd | 018,7 | 2006       |
| 4        | A-48                           | Conil de la Frontera süd-Vejer de la Frontera          | 006,4 | 2007       |
| 5        |                                | Vejer de la Frontera-La Janda                          | 0≈12  | in Planung |
| 6        |                                | La Janda-Facinas                                       | 0≈17  | in Planung |
| 7        |                                | Facinas-Tarifa                                         | 0≈16  | in Planung |
| 8        |                                | Tarifa-Algeciras                                       | 0≈12  | in Planung |
| 9        |                                | Neue Westumfahrung Algeciras                           | 0≈12  | in Planung |
| Summe    | Summe                          | Summe                                                  | ≈105  |            |

### Streckenführung
| Position | höchstzulässige Geschwindigkeit (km/h) | Fahrbahnen | Richtung (Frankreich)                                 | Richtung (Madrid)                                         | Fahrbahnen |
| -------- | -------------------------------------- | ---------- | ----------------------------------------------------- | --------------------------------------------------------- | ---------- |
| 1        | 80                                     |            | Chiclana de la Frontera: 7 Algeciras: 105 Málaga: 240 | San Fernando: 5 Cádiz: 13                                 | CA-33      |
| 2        | 80                                     | 1          |                                                       | Puerto Real: 10 El Puerto de Santa María: 18 Sevilla: 120 | E-5 A-4    |
| 3        | 80                                     | 2          | Cambio de sentido                                     | Cambio de sentido                                         |            |
| 4        | 80                                     | 3          | Chiclana de la Frontera                               | Chiclana de la Frontera                                   | N-340      |
| 5        | 120                                    | 7          | Chiclana de la Frontera Medina-Sidonia                | Chiclana de la Frontera Medina-Sidonia                    | A-390      |
| 6        | 120                                    | 10         | Chiclana de la Frontera                               | Chiclana de la Frontera                                   | N-340      |
| 7        | 120                                    | 15         | Barrio Nuevo La Barca de la Florida                   |                                                           | N-340      |
| 8        | 120                                    | 19         | Los Naveros                                           |                                                           | CA-3206    |
| 9        | 120                                    | 26         | Conil de la Frontera                                  | Conil de la Frontera                                      | N-340      |
| 10       | 120                                    | 30         | La Muela                                              | La Muela                                                  | CA-4200    |
| 11       | 120                                    | 36         | Vejer de la Frontera                                  | Vejer de la Frontera                                      | A-2229     |
| 12       | 100                                    |            | Tarifa: 48 Algeciras: 69 Málaga: 204                  | Cádiz: 49                                                 | N-340      |

## Größere Städte an der Autobahn

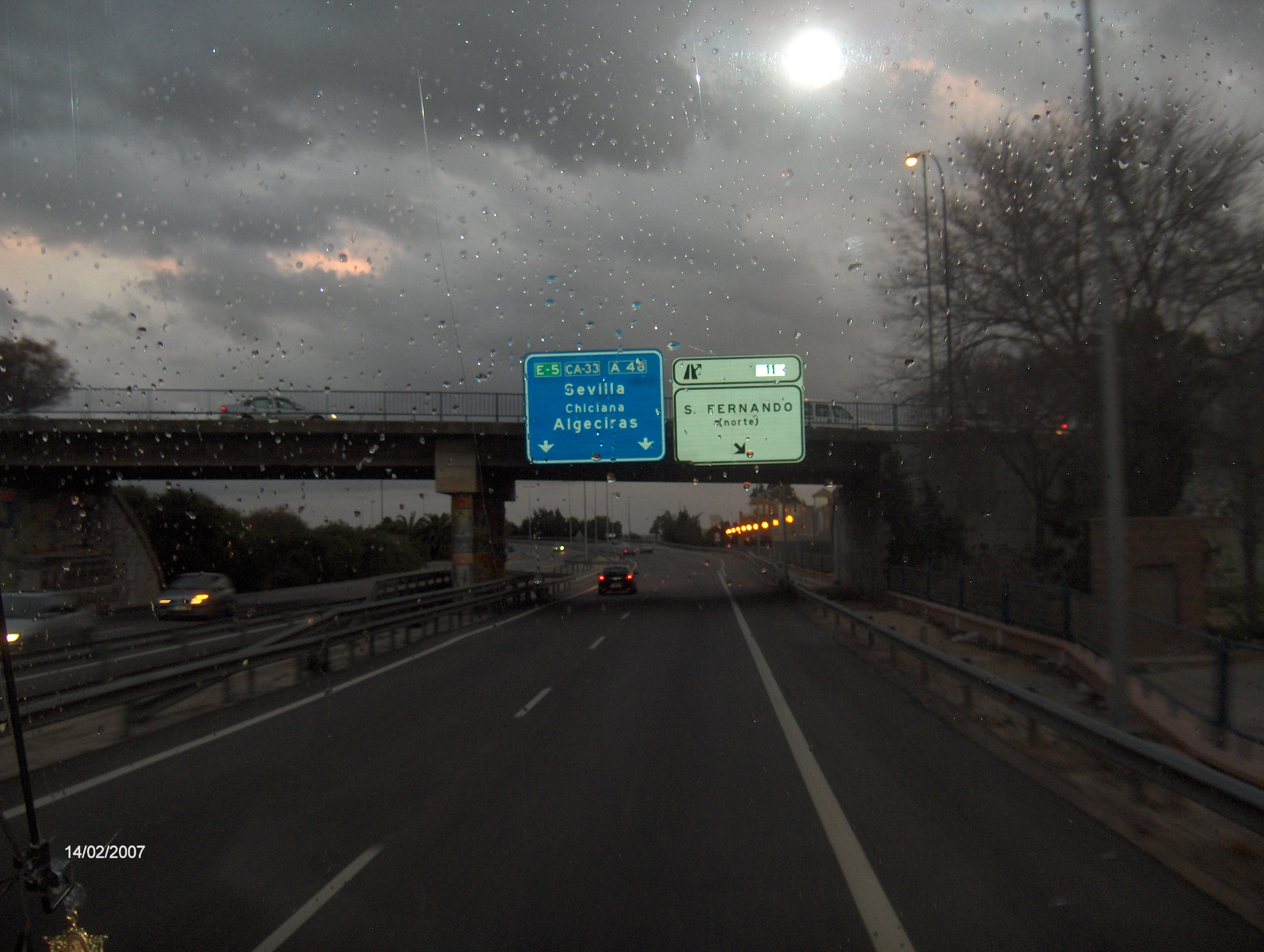
Die A-48 nahe San Fernando

- Cádiz
- Algeciras